# Гильденблат, Яков Давыдович
Яков Давидович Гильденбла́т (1907—1973) — советский учёный в области речной гидравлики, водохозяйственных и гидроэнергетических расчётов. Лауреат Сталинской премии третьей степени (1951).

## Биография
Родился 12 (25 октября) 1907 года в Дубровно (ныне Витебская область, Беларусь).
Окончил БСХА (1929), инженер-мелиоратор. В 1929—1932 годы работал в Гомеле в мелиоративных организациях.
С 15.12.1932 по 2.8.1954 военнослужащий, последнее звание инженер-капитан.
В 1932 — 1937 годы — инженер строительного управления канала Москва-Волга. С 1937 года — начальник Московского отделения Главгидростроя НКВД, затем начальник отдела гидрологии и водного хозяйства института «Гидропроект». Затем там же в течение 19 лет возглавлял отдел проектирования водохозяйственных сооружений. В 1968 году перешел в научно-исследовательский сектор института «Гидропроект», где возглавил лабораторию водных ресурсов и водохозяйственных балансов.
Кандидат технических наук. Диссертация:
- Неустановившееся движение в речных бьефах : нижний бьеф : диссертация … кандидата технических наук : 05.00.00. — Москва, 1948. — 106 с. : ил.

Участвовал в проектировании гидроэлектростанций на реках Волга и Кама, а также Рижской ГЭС на реке Даугава; каналов Москва-Волга, Волга-Дон и Иртыш — Караганда. Соавтор трех монографий и автор более 20 научных статей. Член технических, научных и экспертных советов, государственных экспертных комиссий Госплана СССР.
Автор методов расчета нерегулируемого движения воды при суточном регулировании гидроэлектростанций и расчета трансформации паводков (методы Гильденблата).
Умер 19 ноября 1973 года.

## Признание
- Сталинская премия третьей степени (1951) — за научный труд «Гидрологические основы речной гидротехники» (1950)
- орден Трудового Красного Знамени
- два ордена «Знак Почёта»
- медали

Сочинения
- О выборе обеспеченности при расчете водохранилищ для промышленного водоснабжения-/ текст. Я.Д. Гильденблат, В.Р. Казак// Проблемы регулирования речного стока. М.- Л.: Изд-во АН СССР, 1950.-Вып.4. С. 82-113.
- 0 вероятностном расчете компенсационного регулирования / текст. Я.Д. Гильденблат, Д.В. Коренистов // Труды Гидропроекта, 1960, №4. - С. 52-73.

Сын? — Гильденблат Михаил Яковлевич, автор диссертации:
- О движении воздуха в безнапорном гидротехническом туннеле : диссертация … кандидата технических наук : 05.00.00. — Москва, 1968. — 242 с. : ил.